# Katedralen i Exeter
Katedralen i Exeter (engelska: Exeter Cathedral, formellt The Cathedral Church of St Peter in Exeter) är en domkyrka i Exeter i England i Storbritannien. Den tillhör Engelska kyrkan.

### Fotnoter
1. 1 2  Details of the organ from the National Pipe Organ Register